# Maria Leide Wand Del Rey de Oliveira
Maria Leide Wand Del Rey de Oliveira (Mucurici, ES, 21 de abril de 1950) é uma médica dermatologista e hansenologista brasileira. Em 1975, graduou-se em Medicina pela Escola Superior de Ciências da Santa Casa de Misericórdia de Vitória. Dois anos depois, em 1977, especializou-se em Dermatologia na Universidade do Estado do Rio de Janeiro. Em 1991, concluiu o mestrado na Universidade Federal Fluminense e, em 1996, o doutorado na Universidade Federal do Rio de Janeiro (UFRJ).
Logo no início de sua carreira profissional, foi aprovada em concurso público do Instituto Nacional de Assistência Médica da Previdência Social (Inamps), exercendo a função de médica dermatologista no município de Duque de Caxias, onde conduziu uma série de projetos focados na atenção à hanseníase. Em 1979, ingressou na Faculdade de Medicina da UFRJ como professora, dedicando-se tanto ao ensino e pesquisa quanto aos serviços de assistência ambulatorial no Hospital Universitário Clementino Fraga Filho.
Na década de 1980, participou da elaboração das estratégias de resposta à epidemia de HIV/Aids no Brasil. Em 1984, atuou na Gerência Estadual de Dermatologia Sanitária do Rio de Janeiro, onde teve maior aproximação com o problema. Em 1986, foi indicada para chefiar a Divisão Nacional de Dermatologia Sanitária (DNDS) do Ministério da Saúde, departamento responsável pela criação do "Programa Nacional de Doenças Sexualmente Transmissíveis" (DST) e Aids (PNAids), iniciativas precursoras das políticas de controle da doença.
Liderou processos relevantes para o combate à hanseníase no Brasil, como a adoção do protocolo da poliquimioterapia para o tratamento da doença, cuja implementação começou em 1986, durante sua gestão à frente da DNDS. Além disso, coordenou mais de uma vez o Programa Nacional de Controle da Hanseníase e integrou a comissão assessora da "Estratégia Global para Hanseníase" da Organização Mundial da Saúde.

## Obra
Livros
1. OLIVEIRA, M. L. W. R.; COSTA, L. M. M. (Org.). Repercussões das Políticas Nacionais de Controle da Hanseníase no Maranhão. 1.ed. Maranhão: ESPMA, 2022. 223p.
2. TALHARI, S.; PENNA, G.; OLIVEIRA, M. L. W. R.; et al. Hanseníase. 5.ed. Rio de Janeiro: DiLivros, 2014. 290p.
3. MACIEL, L. R.; OLIVEIRA, M. L. W. R.; GALLO, M. E. N. Memória e história da hanseníase no Brasil através de seus depoentes. 1.ed. Rio de Janeiro: Casa Oswaldo Cruz (COC) FIOCRUZ, 2010. 140p.
4. TALHARI, S.; PENNA, G.; OLIVEIRA, M. L. W. R. Dermatologia tropical : hanseníase. 2.ed. Manaus: Fundação Medicina Tropical, 2006. 215p.
5. SANTOS NEVES, M. C.; OLIVEIRA, M. L. W. R. Além das aparências : memória da dermatologia no Espírito Santo. 1.ed. Vitória: Sociedade Brasileira de Dermatologia, regional Vitória Esp. Santo, 2003. 240p .